# اتیر توماس
اتیر توماس (انگلیسی: Athir Thomas؛ زادهٔ ۱۴ فوریهٔ ۱۹۸۷) بازیکن فوتبال اهل سودان است.
از باشگاه‌هایی که در آن بازی کرده‌است می‌توان به باشگاه فوتبال الاهلی خارطوم، باشگاه فوتبال المورده، و باشگاه فوتبال الهلال ام درمان اشاره کرد.
وی همچنین در تیم‌های ملی فوتبال سودان و سودان جنوبی بازی کرده‌است.